# Bolbitis serratifolia
Bolbitis serratifolia là một loài thực vật có mạch trong họ Lomariopsidaceae. Loài này được (Mert. ex Kaulf.) Schott mô tả khoa học đầu tiên năm 1834.